# Taruik Ratrameak
Der Taruik Ratrameak (kurz Ratrameak) ist ein Berg in Osttimor mit einer Höhe von 147 m. Er befindet sich im Süden der Aldeia Lotan (Sucos Batugade), südlich des Dorfes Lotan Mota Sorin. Westlich des Berges fließt der Fluss Morak ein Quellfluss des Leometik. Im Osten erhebt sich der Taruik Fatubesi (221 m). Zwischen den beiden Bergen verläuft die Straße von Lotan Mota Sorin nach Haliren. Südöstlich liegt jenseits eines Flussarms der Taruik Kotabot (261 m).